# Pseudantechinus
Pseudantechinus é um gênero de marsupial da família Dasyuridae.

## Espécies
- Pseudantechinus bilarni (Johnson, 1954)
- Pseudantechinus macdonnellensis (Spencer, 1896)
- Pseudantechinus mimulus (Thomas, 1906)
- Pseudantechinus ningbing Kitchener, 1988
- Pseudantechinus roryi Cooper, Aplin & Adams, 2000
- Pseudantechinus woolleyae Kitchener & Caputi, 1988